# Isidore Mvouba
Isidore Mvouba, né en 1954 à Kindamba dans le département du Pool, est un homme d'État congolais. Il était Premier ministre du Congo-Brazzaville de 2005 à 2009, ministre de 2009 à 2016. Il est président de l'Assemblée nationale depuis 2017.

## Biographie
Mvouba est né à Kindamba, situé dans la région du Pool, et est devenu ingénieur des chemins de fer, travaillant au Chemin de fer Congo-Océan à partir de 1976,.
Isidore Mvouba a suivi une formation d'ingénieur des chemins de fer à Moscou au cours des années 1970.
Membre dirigeant du Parti congolais du travail depuis le milieu des années 1980, fidèle de l'actuel président Denis Sassou-Nguesso, il a été ministre des Transports de 1999 à 2002, puis ministre d'État, ministre des Transports et des privatisations, chargé de la coordination de l'action gouvernementale de 2002 à 2005, puis Premier ministre du 7 janvier 2005 au 15 septembre 2009.
Dans le gouvernement du 15 septembre 2009 (remanié le 17 août 2011, le 12 décembre 2011 et le 25 septembre 2012), il est ministre d’État, ministre du Développement industriel et de la Promotion du secteur privé, jusqu'en 2016.
Après les élections législatives congolaises de juillet 2017, Mvouba a été élu président de l'Assemblée nationale le 19 août 2017. Il était le seul candidat à ce poste, et a reçu 144 voix,.